# Oi sklavoi sta desma tous
Oi sklavoi sta desma tous é um filme de drama grego de 2008 dirigido e escrito por Adonis Lykouresis. Foi selecionado como representante da Grécia à edição do Oscar 2009, organizada pela Academia de Artes e Ciências Cinematográficas.

## Elenco
- Giannis Fertis - Alexandros Ophiomachus
- Dimitra Matsouka - Aimilia Valsami
- Akis Sakellariou - Aristeidis Steriotis
- Christos Loulis - Giorgis Ophiomachus
- Eirini Inglesi - Maria Ophiomachus
- Rynio Kyriazi - Evlalia  Ophiomachus